# Молодаво Третє
Молодаво Третє (до 23 вересня 2008 року — Молодава Третя) — село в Україні, у Привільненській сільській громаді Дубенського району Рівненської області. Населення становить 366 осіб. До 1993 року село належало до Мирогощанської сільської ради, у 1993—2020 роках — адміністративний центр Молодавської сільської ради, якій підпорядковувалися села Молодаво Перше, Молодаво Друге та Молодаво Третє.

## Населення

### Мова
Розподіл населення за рідною мовою за даними перепису 2001 року:
| Мова            | Кількість | Відсоток |
| --------------- | --------- | -------- |
| українська      | 424       | 98.38%   |
| словацька       | 3         | 0.70%    |
| російська       | 2         | 0.46%    |
| польська        | 1         | 0.23%    |
| інші/не вказали | 1         | 0.23%    |
| Усього          | 431       | 100%     |

## Географія
На північно-західній стороні від села пролягає автошлях М16.

## Історія
7 (20) листопада 1917 року, відповідно до Третього Універсалу Української Центральної Ради, увійшло до складу Української Народної Республіки.
12 червня 2020 року, відповідно до розпорядження Кабінету Міністрів України № 722-р від «Про визначення адміністративних центрів та затвердження територій територіальних громад Рівненської області», увійшло до складу Привільненської сільської громади.
19 липня 2020 року, в результаті адміністративно-територіальної реформи та ліквідації  Дубенського (1939—2020) району, село увійшло до складу новоутвореного Дубенського району.

## Пам'ятки, визначні місця

### Церква Різдва Пресвятої Богородиці
Попередня дерев'яна церква була збудована у 1758 році коштом парафіян при сприяння пана Осипа Попеля, але вона згоріла у 1872 році. Нинішня також дерев'яна церква збудована у 1885 році коштом парафіян і дбайливістю місцевого священика Комарницького. Освячена 9 вересня того ж року на честь Різдва Пресвятої Богородиці. Нова дерев'яна церква вціліла на початку 1940-х років, коли значна частина Молодаво була зруйнована.

## Археологічні розвідки
Поблизу сіл Мирогощі Другої, Липи, Костянця, Мокрого та Молодави Третьої виявлено 9 поселень доби пізнього палеоліту, неоліту, енеоліту, ранньої та пізньої бронзи, скіфського періоду та майстерню крем'яних знарядь доби ранньої бронзи. Виявлено також три могильники енеоліту, ранньої та пізньої бронзи. Відомо, крім того, два ранньослов'янські поселення черняхівської культури, три поселення та два городища давньоруського часу.